# Belmont (Santa Lucía)
Belmont es una localidad de Santa Lucía, que forma parte del distrito de Dennery.